# 罗伯特·辛舍梅
罗伯特·路易斯·辛舍梅（英語：Robert Louis Sinsheimer，1920年2月5日—2017年4月22日）是一位美国生物物理学家和分子生物学家，知名于对ΦX174噬菌体的研究，1972年－1980年间任《美国国家科学院院刊》主编。